# Para volver a amar
Para volver a amar é uma telenovela mexicana produzida pela Televisa e exibida pelo Canal de las Estrellas entre 12 de julho de 2010 e 30 de janeiro de 2011, substituindo Niña de mi corazón e antecedendo Rafaela.
É uma adaptação da telenovela colombiana El último matrimonio feliz, produzida em 2008.
É protagonizada por Rebecca Jones, René Strickler, Alejandra Barros, Nailea Norvind, Mark Tacher, África Zavala e Zaide Silvia Gutiérrez; antagonizada por Alejandro Camacho, Juan Carlos Barreto, Jesús Ochoa, Sophie Alexander, Flavio Medina, Susana González, Pablo Valentín e Magda Guzmán; conta com atuações estelares de Agustín Arana, Alberto Estrella, Ricardo Guerra, Adalberto Parra, Lisset, Mario Loria, Ricardo Fastlitcht, Édgar Vivar, Thelma Madrigal e Alfonso Dosal.

## Sinopses
O enredo gira em torno da vida de seis mulheres que se casaram depois de enfrentar a realidade de seus relacionamentos de suas vidas juntos. A primeira é Antonia Palacios (Rebecca Jones), uma mulher bem sucedida e respeitada que é casada com Patrick González (René Strickler), com quem tem uma filha, Paola (Thelma Madrigal). Antonia trabalha na empresa de Braulio Longoria (Alejandro Camacho), mas, depois de perceber o tipo de pessoa que ele é, decide demitir-se e começar por sua própria iniciativa, um negócio imobiliário.
A segunda mulher é Rosaura Pereyra (Zaide Silvia Gutiérrez), uma mulher madura que passou anos casada com Rolando Salgar (Jesús Ochoa), um motorista de táxi mulherengo. Devido a instabilidade de sua família, Rosaura trata de procurar trabalho e espera ter sucesso sem perder o marido.
Bárbara Mantilla (Alejandra Barros) é a terceira mulher, que trabalha com Antonia. Aparentemente uma mulher feliz, ela esconde uma intensa frustração causada por Jaime Espinosa (Juan Carlos Barreto), seu marido, um homem agressor e alcoólatra. Também vive com eles a mãe de Jaime, a senhora Conchita Cabrera (Magda Guzmán). Prontamente Antonia descubrirá esses problemas e tentará ajudar Bárbara.
Por outro lado, Maite Duarte (Sophie Alexander) é uma ex-cliente da empresa onde Antonia trabalhava. Mas esta percebe que Maite é uma mulher ambiciosa e neurótica, que está determinada a competir com seu marido George (Mark Tacher) por dinheiro. Maite também começou uma luta legal com ele pelo divórcio.
A quinta mulher é Yorley Quiroga (África Zavala) que está casada com David (Flavio Medina), um marido preguiçoso que junto com seu amigo Quintín (Eduardo España), passa a beber e criticar a sociedade. Yorley se apaixona por Leonardo Torres (Agustín Arana), mas infelizmente David tenta manipular a esposa com seus caprichos exagerados para que ela não o abandone. Yorley tem o conforto e conselhos de Renato (Édgar Vivar), um estilista que, por causa de sua homossexualidade, se sente rejeitado, mas apesar disso nunca deixa de oferecer a sua ajuda aos outros. Renato é apaixonado por Alcides (Alex Sirvent), e, embora o último não tenha certeza sobre sua preferência sexual, ele se sente um pouco atraído por Charito (Marcia Coutiño). Charito é uma mulher alegre e grande amiga de Renato que se vê completamente apaixonada por ele e tenta conquistar seu amor. Apesar da pouca atração de Alcides por ela, ele decide ajudar Quintín para que ele a conquiste, mas devido à maneira como seu pai é, ele decide se casar com Charito.
Finalmente, a sexta mulher, Valeria Andrade (Nailea Norvind), é bem sucedida e respeitada na sociedade. No entanto, uma vítima de abuso psicológico de seu marido, que não é nem mais nem menos, Braulio Longoria, o dono da empresa onde Antonia trabalhava. Valeria sempre teve a ideia de que é apenas uma boneca de pano, e que Braulio comprou a sua mãe, uma prostituta que acredita que ele daria uma vida melhor para sua filha. E, infelizmente para ele, seu filho Sebastián (Alfonso Dosal) é um rebelde, que ignora os problemas de seus pais.
Antonia tem orgulho da assistência dada a outras mulheres, suas amigas, além de seu casamento estável e feliz. Mas tudo isso muda quando ela descobre um câncer de mama, que começou a arruinar seu casamento lentamente quando ela tenta esconder a doença. Mas, apesar de tudo, Antonia será um exemplo e aposta mudar para melhor a vida de todas as mulheres que vieram até ela, e, gradualmente, elas aprendem que ainda há esperanças para voltar a amar.

## Elenco
- Rebecca Jones - Antonia Palacios de González
- Alejandro Camacho - Braulio Longoria Samperio
- René Strickler - Patricio González
- Alejandra Barros - Bárbara Mantilla de Espinosa
- Nailea Norvind - Valeria Andrade de Longoria / Marleny Esparza
- Jesús Ochoa - Rolando "Cachetes" Salgar
- África Zavala - Yorley Quiroga
- Mark Tacher - Jorge Casso
- Zaide Silvia Gutiérrez - Rosaura Pereyra de Salgar
- Flavio Medina - David Magaña
- Juan Carlos Barreto - Jaime Espinosa Cabrera
- Sophie Alexander - Maité Duarte de Casso
- Agustín Arana - Leonardo Torres
- Alberto Estrella - Rodrigo Longoria
- Susana González - Domenica Mondragón
- Justo Martínez - Don Nazario
- Edgar Vivar - Renato Villamar
- Magda Guzmán - Concepción "Doña Conchita" Cabrera vda. de Espinosa
- Marcia Coutiño - Charito
- Eduardo España - Quintín
- Pablo Valentín - Marcial
- Danny Perea - Jennifer "Jenny" Salgar Pereyra
- Alex Sirvent - Alcides
- Adalberto Parra - Amador
- Lisset - Denisse
- Juan Ríos - Faber Esparza
- Jana Raluy - Miranda Pinto
- Alfonso Dosal - Sebastián Longoria Andrade
- Gabriela Zamora - Mireya Nieto
- Ricardo Fastlicht - Plinio
- Ricardo Guerra - Pavel
- Ariane Pellicer - Cindy
- Claudia Godínez - Jessica
- Guillermo Avilán - César Salgar Pereyra
- Thelma Madrigal - Paola "Pao" González Palacios
- Loania Quinzaños - Estefanía "Fanny" Magaña Quiroga
- Georgina Padret - Clarita
- Mario Loria - Sergio Aldama
- Dobrina Cristeva - Greta
- María Isabel Benet - Elvia
- Maricruz Nájera - Concepción
- Arturo Barba - Román Pérez
- Miguel Pizarro - Andrés
- Karol Sevilla - Montserrat Esparza
- Juan Verduzco - Enrique Pimentel
- Raquel Pankowsky - Sra. de Pimentel
- Leonardo Mackey - Lic. Zambrano
- Emmanuel Orenday - Dylan
- Socorro Bonilla - Ofelia
- Alex Perea - Checo "El Zorro"
- Jonathan Becerra - Beto
- Benny Emmanuel - El Darwin
- Carlos Speitzer - Gângster
- José Carlos Farreira - Ariel
- Blanca Guerra - Ela mesma

## Audiência
Estreou com uma média de 16.1 pontos. Sua menor audiência é 10.5 pontos, alcançada em 16 de setembro de 2010. Seu último capítulo bateu recorde de audiência, alcançando de 19 pontos. Teve média geral de 14.6 pontos.

## Exibição
Foi reprisada pelo seu canal original entre 4 de abril a 12 de agosto de 2016 em 95 capítulos, ao meio-dia, substituindo Hasta que el dinero nos separe e sendo substituída por Mañana es para siempre. Foi reprisada pelo TLNovelas de 4 de março a 18 de junho de 2019, substituindo Por amar sin ley e sendo substituída por El derecho de nacer.